# حضىالسفلى (حزم العدين)

تعديل مصدري - تعديل

حضىالسفلى محلة تابعة لقرية حضى، التابعة لعزلة حقين بمديرية حزم العدين إحدى مديريات محافظة إب في الجمهورية اليمنية، بلغ تعداد سكانها 97 حسب تعداد اليمن لعام 2004.